# 马蹄芹
马蹄芹（学名：Dickinsia hydrocotyloides）为伞形科马蹄芹属的植物，为中国的特有植物。分布于中国大陆的四川、云南、贵州、湖南、湖北等地，生长于海拔1,500米至3,200米的地区，一般生于阴湿林下或水沟边，目前尚未由人工引种栽培。

## 别名
大苞芹（中国高等植物图鉴）；双叉草、山荷叶（四川）